# Polonetas
Polonetas foram títulos da dívida pública que o governo da Polônia ofereceu ao governo brasileiro para honrar a dívida que o país tinha com o Brasil. Tal dívida foi criada quando, entre os anos de 1977 e 1980, o governo brasileiro abriu uma linha de crédito para financiamento das exportações brasileiras para a Polônia. Tal crédito foi aplicado em produtos e serviços do Brasil em valores superiores a US$ 6 bilhões, financiados a curto prazo.
O então ministro da Fazenda, Mário Henrique Simonsen, percebeu que os poloneses não tinham como honrar seus compromissos com o Brasil e aceitou os títulos da dívida pública em vez do pagamento em dinheiro.
Em 1992, no âmbito do Clube de Paris, o Brasil concordou, juntamente com outros credores da Polônia, entre eles a França e a Itália, em conceder aos poloneses um desconto do valor devido, de 50%.